# Église du Très-Saint-Sacrement de Québec
Pour les articles homonymes, voir Très-Saint-Sacrement.
L’église du Très-Saint-Sacrement de Québec est une église située dans le quartier Saint-Sacrement, dans l'arrondissement de La Cité-Limoilou, à Québec.

## Description
Située au 1330 chemin Sainte-Foy, l'église est un mélange d'architecture romane et gothique. Elle mesure 69 mètres de longueur par 24 mètres de largeur dans la nef et 35,4 mètres de largeur au transept. Les deux clochers s’élèvent à 43,2 mètres de hauteur. Elle possède une crypte pouvant rassembler 1 400 personnes. Le bâtiment est construit à partir d'une ossature métallique, les murs de granit n'étant que des parois. 
Il est érigé selon les plans de l'architecte américain Nicola Serracino, complétés par les architectes québécois Charles Bernier et Oscar Beaulé, avec la collaboration des abbés Alphonse Têtu et Jean-Thomas Nadeau. L’église contient des œuvres d’art produites par plusieurs artistes, ateliers et architectes, notamment des vitraux exécutés par le maître-verrier Marius Plamondon entre 1953 et 1961 et du mobilier intégré conçu par l’architecte Adrien Dufresne (en) entre 1943 et 1951.

## Histoire

### Église précédente
Arrivée à Montréal en 1890, la Congrégation du Très-Saint Sacrement décide de construire un noviciat et un centre consacré à la dévotion eucharistique à Québec. Les pères s'installent en haut de la côte Bell (aujourd'hui la côte Saint-Sacrement) en 1915. Une petite église en bois y est érigée. La paroisse du Très-Saint-Sacrement de Québec est fondée en 1921 par le père Auguste Pelletier.

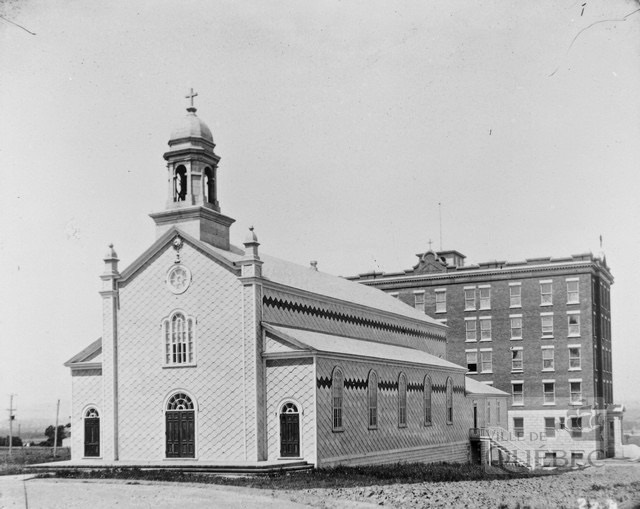
Église en bois vers 1920
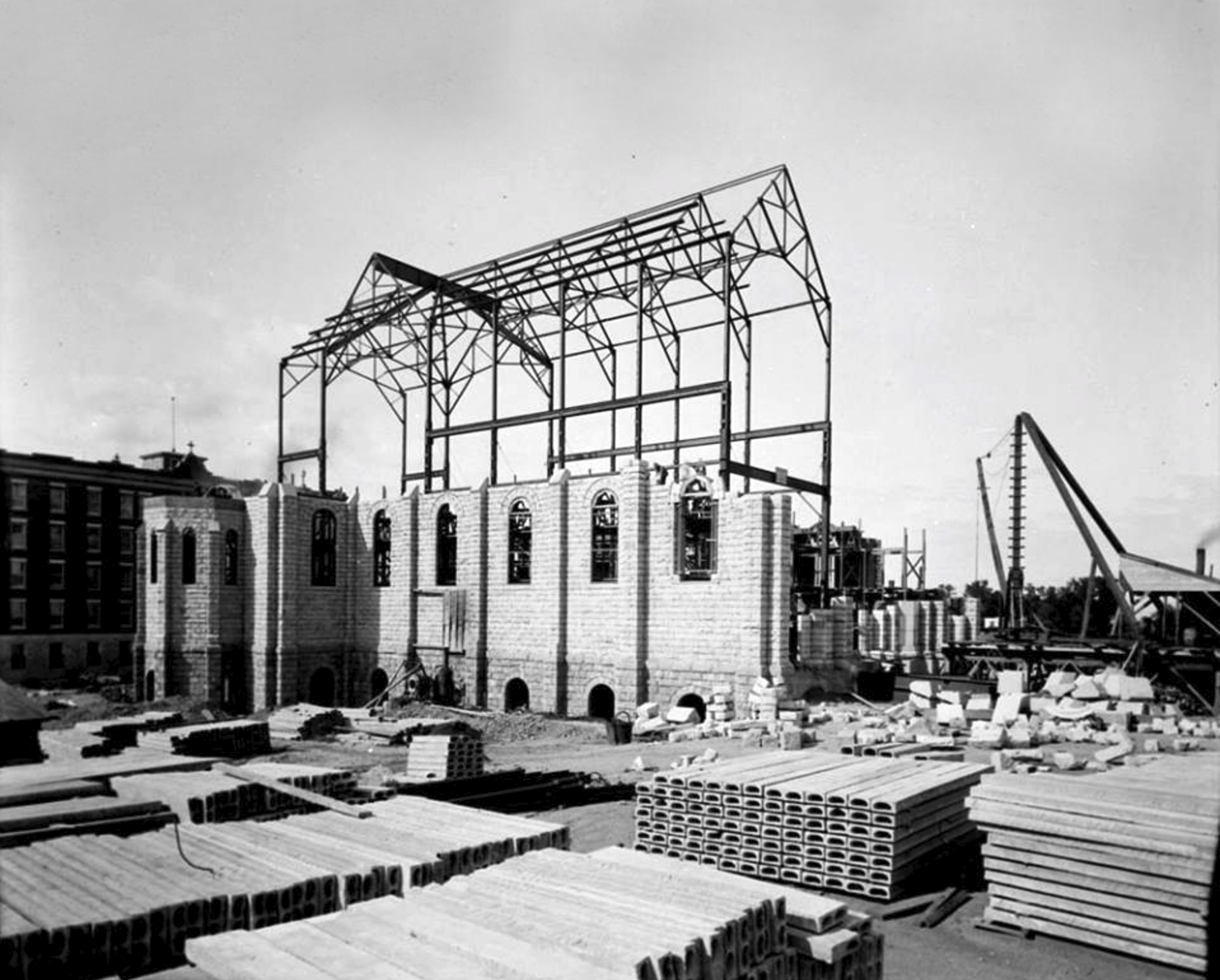
Construction en 1921

### Église actuelle

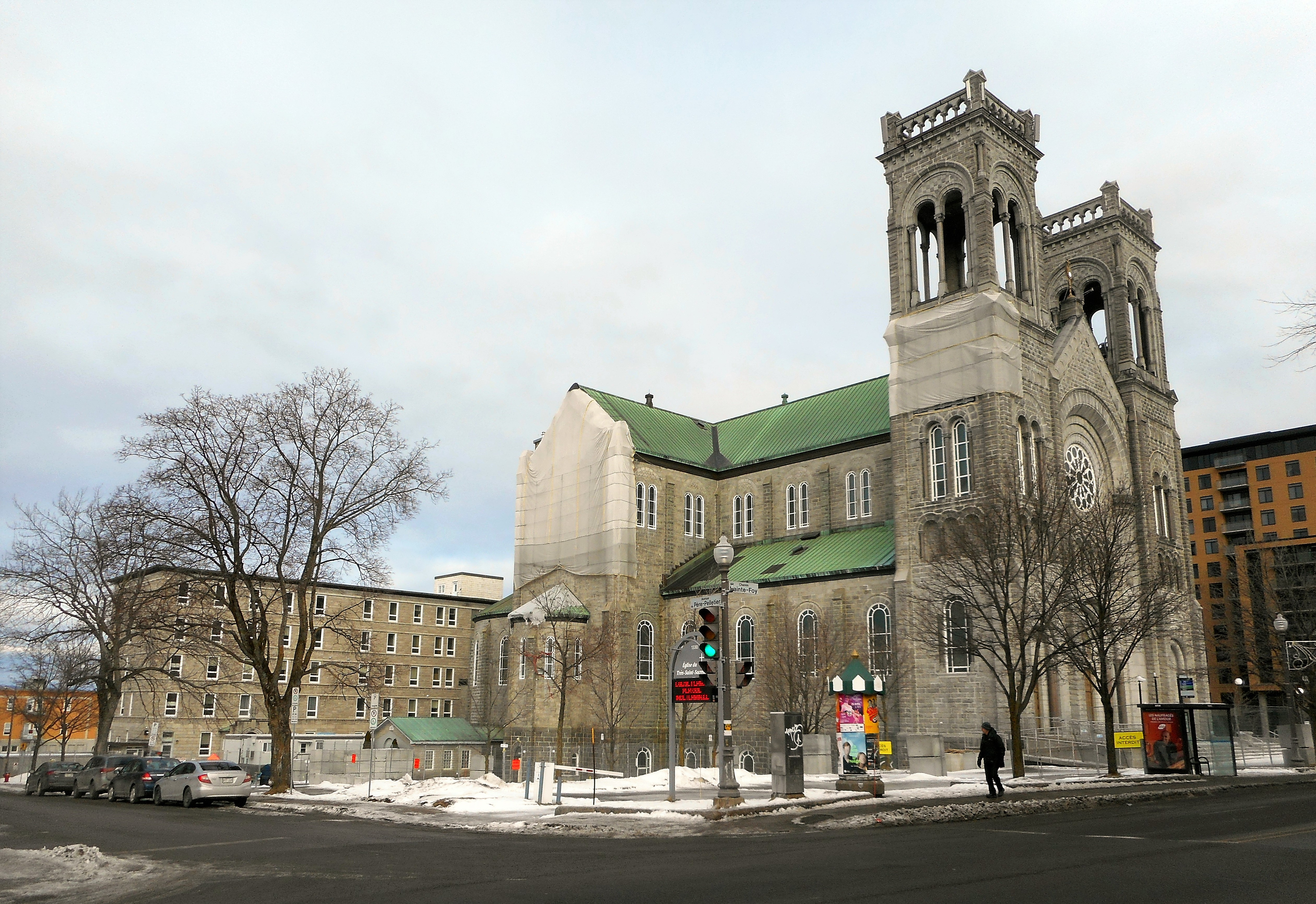
En 2019

Les travaux de construction s'ouvrent au printemps 1920. L’église est bénite le 16 septembre 1924. L'installation de l'orgue (un opus 1453 de Casavant) est faite en 1943. L'instrument est restauré en 2000. Le 22 mai 2017, une partie du mur extérieur du transept ouest s'effondre, mais ne cause aucun dégât important. En raison des travaux de rénovation qui coûterait au moins 3 millions de dollars, le conseil de fabrique de la paroisse opte en 2018 pour la démolition et le remplacement de l'église. Le conseiller municipal Yvon Bussières, également marguillier, demande quant à lui une classification patrimoniale afin de préserver le bâtiment. Une dernière messe est célébrée le 1er septembre 2019.
L’église Très-Saint-Sacrement est protégée des démolisseurs depuis l'annonce de l’avis d'intention de classement comme immeuble patrimonial par la Ministre de la Culture et des Communications du Québec, Mme Nathalie Roy, le 20 mai 2020,. Une prorogation à cet avis a été convenu en mai 2021, offrant en principe à la ministre un délai d’un an supplémentaire pour prendre une décision finale quant au classement du bâtiment. 
Le dossier de la sauvegarde de l’église Très-Saint-Sacrement est très cher à la population du district Montcalm Saint-Sacrement, comme en témoignent les près de 10 000 signataires de la pétition contre sa démolition.
Cette derrière a été finalement classée le 20 mai 2022.